# Biserica romano-catolică din Craiova
Biserica romano-catolică din Craiova, cu hramul de Sărbătoarea Tuturor Sfinților (1 noiembrie), este un lăcaș de cult situat în centrul Craiovei. Edificiul este cunoscut și sub denumirea de „Biserica Sfântul Anton”.
Sub tutela Parohiei Romano-Catolice funcționează de asemenea o grădiniță și o școală primară avându-l ca patron spiritual pe sfântul Anton de Padova, precum și o școală postliceală sanitară, avându-l ca patron spiritual pe Sfântul Iosif.

## Istoric
Parohia a fost înființată în anul 1827 prin hotărârea episcopului Iosif Molajoni (1825-1847), care l-a numit preot paroh pe Augustin Kecskemeti. La început a fost închiriată o casă în care a fost amenajată o capelă, după care cu banii primiți de la Roma a fost cumpărată în anul 1841 o casă de la Smaranda Priseceancă. Pe locul acelui imobil a fost construită biserica de astăzi. Biserica a fost sființită de episcopul de București și a primit hramul Tuturor Sfinților.